# Mauricio Martínez
Mauricio Martínez (Santo Tomé, 20 febbraio 1993) è un calciatore argentino, centrocampista dell'Unión (SF) in prestito dal Rosario Central.

## Caratteristiche tecniche
È un mediano che può giocare sulla linea dei difensori.

## Carriera

### Club
Cresciuto nelle giovanili dell'Unión de Santa Fe, debutta in prima squadra il 4 agosto 2013 disputando il match vinto contro il Villa San Carlos 1-0.
La sua prima rete la mette a segno il 2 agosto 2015, e risulta decisiva ai fini della storica vittoria per 4-3 contro il Boca Juniors.

### Nazionale
Viene convocato per le Olimpiadi 2016 in Brasile.

## Palmarès

### Club

#### Competizioni nazionali
- Copa Argentina: 1

Rosario Central: 2017-2018
- Campionato argentino: 1

Racing Club: 2018-2019
- Trofeo de Campeones de la Superliga Argentina: 1

Racing Club: 2019

#### Competizioni internazionali
- Coppa Sudamericana: 1

LDU Quito: 2023